# Scandinavium
Das Scandinavium ist eine Multifunktionsarena in der schwedischen Großstadt Göteborg. Seit der Eröffnung ist die Halle die Heimspielstätte des Eishockeyclubs Frölunda HC aus der Svenska Hockeyligan (SHL).

## Geschichte
Vor dem Bau wurde ein Designwettbewerb abgehalten, in dem sich der Architekt Poul Hultberg als Sieger durchsetzen konnte. 1969 begannen die Arbeiten an der Halle. Zur 350-Jahr-Feier der Stadt im Jahr 1971 wurde der Bau am 18. Mai des Jahres eröffnet. Hultberg entwickelte ebenfalls die Pläne für den Eingangsbereich der Halle, der 1991 an das Gebäude angehängt wurde. Dieser neue Eingang enthält seitdem die Hauptkasse, ein Restaurant, eine Bar, einen Bürobereich sowie ein Restaurant der Fastfood-Kette McDonald’s. Das Dach wurde im Stil einer umgedrehten Paraboloidschale gestaltet. Der 1983 eröffnete Scotiabank Saddledome im kanadischen Calgary wurde mit einer ähnlichen Konstruktion überdacht. Da die Eisflächenbegrenzung aus variablem Hartglas besteht, kann die Spielfeldgröße sehr schnell von internationalen (61 × 30 m) auf nordamerikanische Maßstäbe (56 × 26 m) verkleinert werden.
Die Stadt Göteborg plant, das Scandinavium durch einen Neubau mit 16.000 Plätzen zu ersetzen. Der Frölunda HC kritisiert die Pläne des Neubaus auf dem Grund der alten Halle. Der Club wäre, nach den Neubauplänen, vier Jahre ohne Heimat. Als Ausweichspielstätte stünde nur das Frölundaborgs isstadion, die Trainingshalle des HC mit 6044 Plätzen (2300 Sitz- und 3614 Stehplätzen), zur Verfügung. Der Frölunda HC fürchtet in der kleinen Eishalle die Basis seiner Fans und Sponsoren zu verlieren.

## Veranstaltungen
Neben den Eishockey-Weltmeisterschaften 1981 und 2002 fanden im Scandinavium weitere wichtige Sportveranstaltungen wie internationale Meisterschaften oder Endspiele im  Davis Cup, die Unihockey-Weltmeisterschaft 2014 sowie der Eurovision Song Contest 1985 statt. Ab 2003 wurden jährlich in der Halle Halbfinale des Melodifestivalen ausgetragen. Durch die COVID-19-Pandemie pausierte der Wettbewerb 2021 und 2022 in Göteborg. 2023 fand am 4. Februar das erstes Halbfinale im Scandinavium statt. Das Scandinavium bewarb sich als Austragungsort des Eurovision Song Contest 2016. Letztendlich fand der ESC 2016 in der Globen Arena in Stockholm statt.
Das Scandinavium ist seit 1977 alljährlich Austragungsort eines der wichtigsten Reitturniere Schwedens, der Göteborg Horse Show. 1979 wurde hier das erste Finale des Springreitweltcups ausgetragen. Seitdem fanden hier die Weltcupfinals der Springreiter in den Jahren 1982, 1984, 1986, 1988, 1991, 1993, 1995, 1997, 1999, 2001, 2008, 2013, 2016 und 2019 statt; die Dressurreiter trugen hier ihre Weltcupfinals in den Jahren 1989, 1992, 1994, 1996, 1998, 2003, 2013, 2016 und 2019 aus.
Neben den Sportveranstaltungen wird das Scandinavium auch als Konzertarena genutzt. Die höchste Besucherzahl versammelte sich am 29. Mai 1988 im Scandinavium. Ein Konzert von Whitney Houston verfolgten 14.606 Zuschauer. Ein Eishockeyländerspiel am 12. September 1971 zwischen Schweden und der Tschechoslowakei sahen 13.963 Besucher.

## Galerie

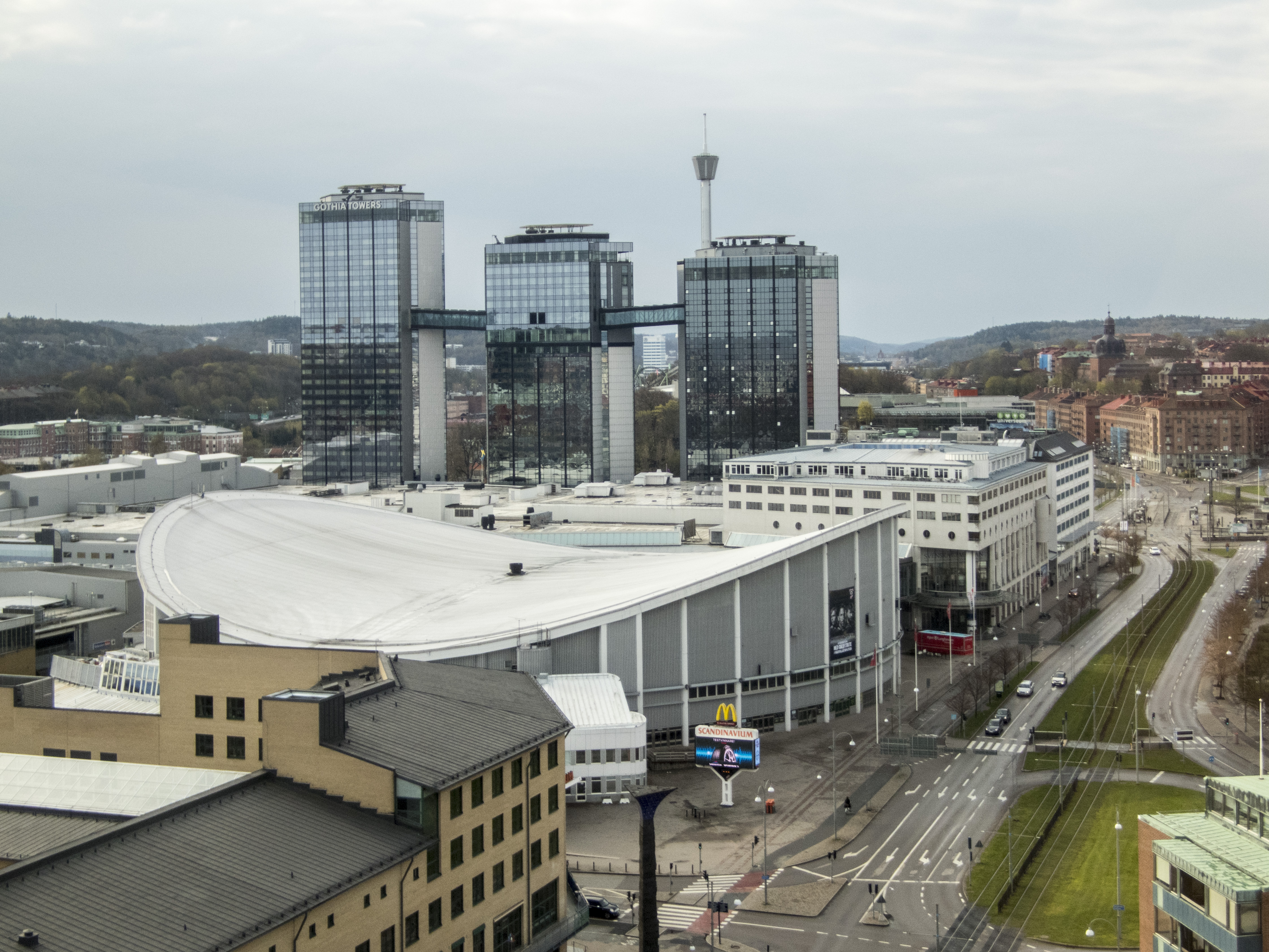
Im Vordergrund das Scandinavium, dahinter das Swedish Exhibition and Congress Centre und die drei Türme des Hotel Gothia Towers
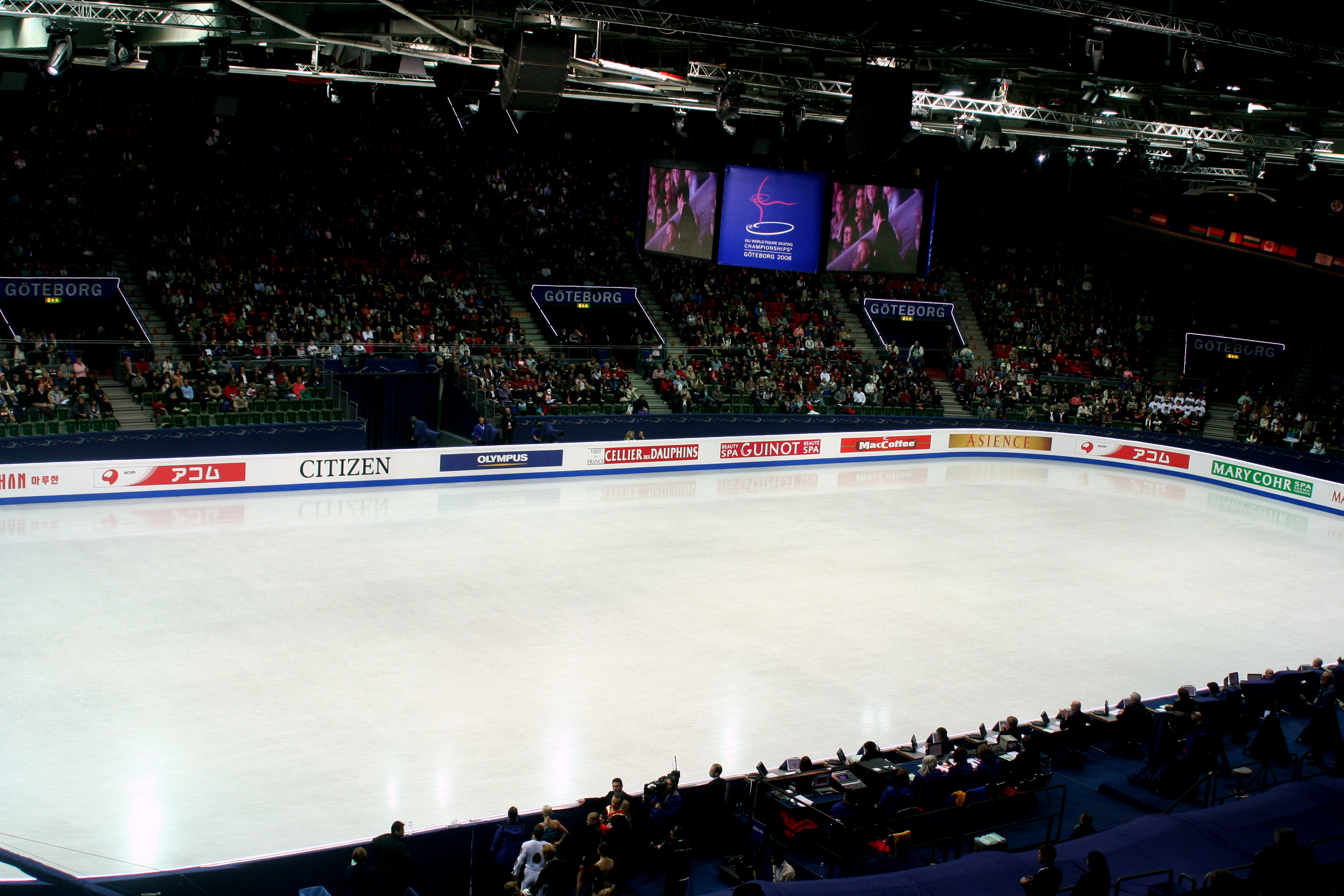
Die Halle bei den Eiskunstlauf-Weltmeisterschaften 2008
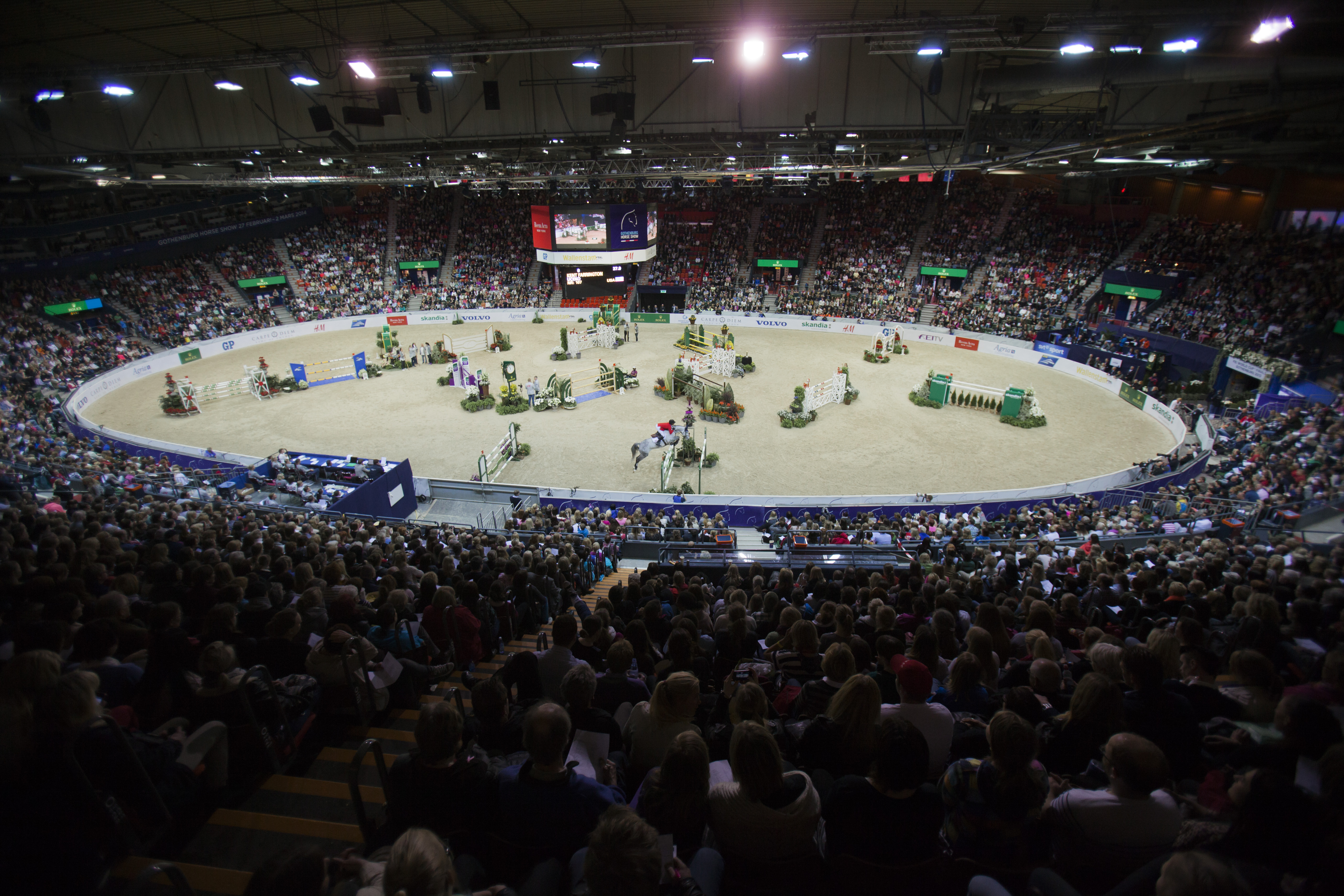
Die Göteborg Horse Show im Scandinavium
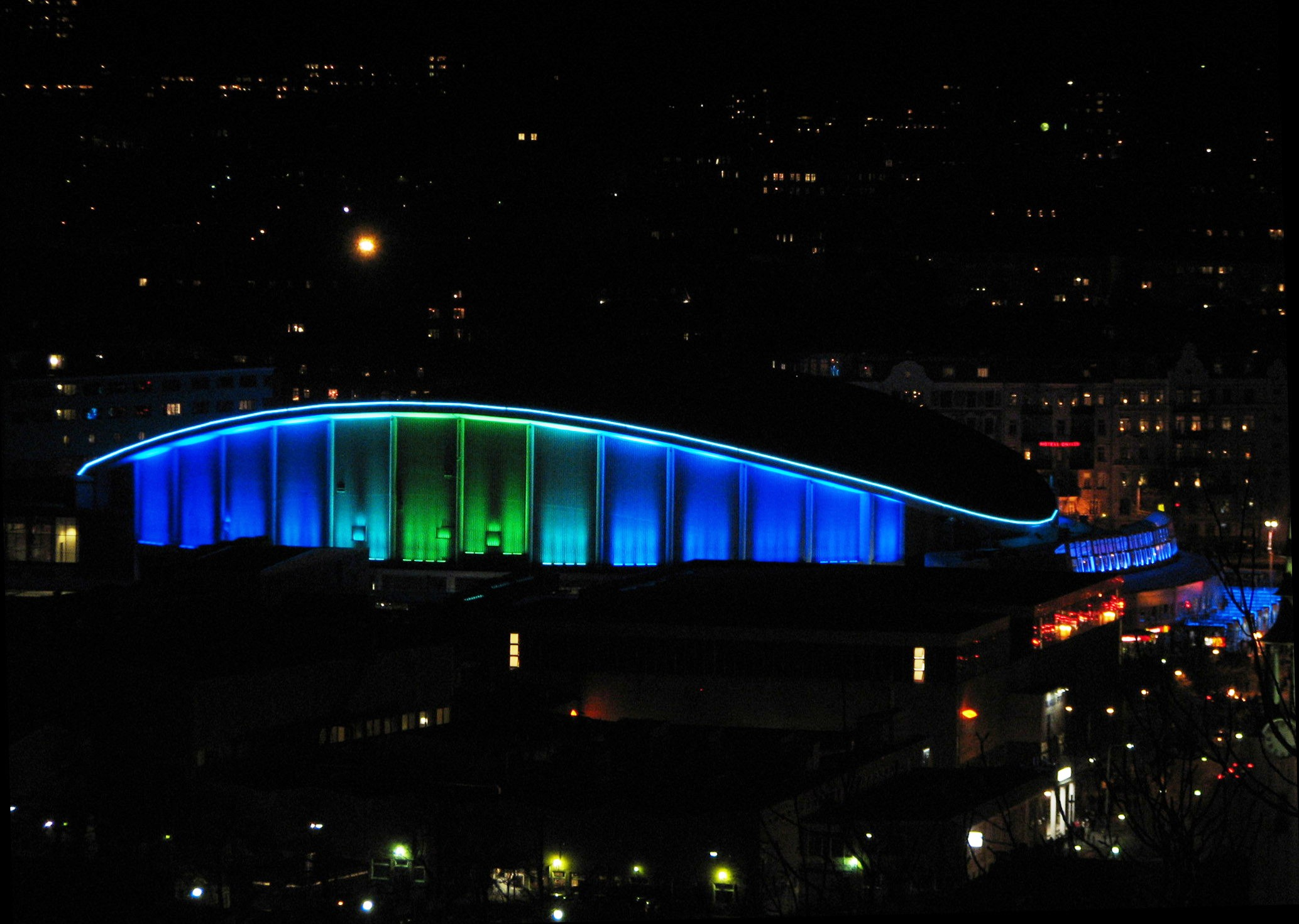
Das beleuchtete Scandinavium bei Nacht